# Provincia Guipúzcoa
Guipúzcoa (în bască Gipuzkoa) este o provincie din Spania de nord, în comunitatea autonomă Țara Bascilor. Capitala sa este San Sebastian (în bască Donostia).

## Geografie

Diviziunile provinciei Guipuzcoa